# Peter Andersson i Högkil
Peter Andersson (i riksdagen kallad Andersson i Högkil), född 30 januari 1838 i Håbols församling, Älvsborgs län, död där 1 juni 1894, var en svensk lantbrukare och riksdagsman.
Andersson var av gammal odalmannasläkt och ägnade sig själv åt lantbruk, samtidigt som han bedrev självstudier. Åren 1882–1884 och 1888–1894 var han ledamot av andra kammaren invald i Tössbo och Vedbo domsagas valkrets, där han särskilt uppmärksammades efter att han tillsammans med Valdemar Vahlin 1890 väckt motion om grundlagsstadgad församlingsrätt.
Med även i övrigt liberala och frihandelsvänliga tendenser tillhörde han Gamla lantmannapartiet, vars förtroenderåd han tillhörde 1890–1894 och efter att detta parti efter 1890 års val kunde bestämma utskottens sammansättning, även i statsutskottet 1891–1894. Åren 1890–1893 var han också verksam i Statsrevisionen.
I motsats till Hans Andersson i Västra Nöbbelöv motsatte sig Andersson 1891 förslaget om inskränkning i städernas representationsrätt samt gav i övrigt sitt stöd till motioner om det politiska streckets sänkning och fideikommissens avskaffande. Influensa försvagade hans kroppsliga krafter, vilket påstås ha framkallat en depression som drev honom till självmord 1894.